# Patty Larkin
Patty Larkin (19 de junio de 1951) es una cantautora residente en Boston. Su música ha sido descrita como folk urbano.

## Biografía
Patty Larkin nació en Des Moines, Iowa y creció en una familia musical y artística en Milwaukee, Wisconsin. Desciende de una larga línea de cantantes americano irlandeses, su madre era pintora y sus hermanas también músicas. Aprende en una edad muy temprana a apreciar la belleza y magia de las artes. Empieza estudios de piano clásico a la edad de 7 años y es atraída por los sonidos del pop y folk en los años 60. Después aprende ella misma la guitarra y experimenta componiendo canciones en el instituto. Empezó a cantar en bares musicales en Oregón y San Francisco. Después de su graduación en la Universidad de Oregón, se traslada a Boston, Massachusetts y se dedicó a la música, actuando en las calles de Cambridge y estudiando guitarra de jazz en Berklee College of Music y con guitarristas de jazz del área de Boston.
Su carrera de grabación empezó en 1985 con Philo/Rounder Records donde graba Step Into The Light, I’m Fine y Live In The Square. En 1990, firma con Windham Hill y entregó 4 grabaciones: Tango, Angels Running, Strangers World y Perishable Fruit. Después de Windham Hill pasó a Vanguard Records y publica Agogo Live, Regrooving The Dream, Red=Luck y Watch The Sky. El último fue galardonado con un NY Times Critic Choice. En 2010, Patty celebra sus 25 años de grabaciones con 25, un sobrio retrospectivo de 25 canciones de amor con 25 invitados (Road Narrows Records/Signature Sounds).
Patty Larkin produjo La Guitarra, una recopilación de mujeres guitarristas internacionales que desafían la idea que no hay grandes guitarristas mujeres. También ha actuado en numerosas recopilaciones y sus canciones han sido presentadas en las películas siguientes:  “Anyway The Main Thing Is” en Evolution (DreamWorks); “Good Thing” en Random Hearts (Columbia Pictures); y “Coming Up For Air” y “Tenderness on the Block” en Sliding Doors (Miramax).
Patty Larkin recibió de un doctorado honoris causa de Música de Berklee College of Music. También ha sido honorada por el Alcalde de Boston, Thomas Menino, con el  “Patty Larkin Appreciation Day” por su carrera musical y sus contribuciones filantrópicas.

## Vida personal
Patty vive con su pareja y dos hijos adoptados en Truro, Massachusetts, en Cape Cod.

## Discografía
| Fecha          | Título                                                                    | Sello               | Posición                            | País  | Catálogo Num. |
| Álbum          | Álbum                                                                     | Álbum               | Álbum                               | Álbum | Álbum         |
| -------------- | ------------------------------------------------------------------------- | ------------------- | ----------------------------------- | ----- | ------------- |
| 1985           | Step into the Light                                                       | Philo Records       | -                                   | -     | 1103          |
| 1987           | I'm Fine                                                                  | Philo Records       | -                                   | -     | 1115          |
| 1990           | Live in the Square                                                        | Philo Records       | -                                   | -     | 1136          |
| 1991           | Tango                                                                     | High Street Records | -                                   | -     | 10312         |
| 1993           | Angels Running                                                            | High Street Records | -                                   | -     | 10318         |
| 1995           | Strangers World                                                           | High Street Records | -                                   | -     | 10335         |
| 1997           | Perishable Fruit                                                          | High Street Records | -                                   | -     | 10354         |
| 1999           | à Gogo: Live on Tour                                                      | Vanguard Records    | -                                   | -     | 79547         |
| 2000           | Regrooving the Dream                                                      | Vanguard Records    | -                                   | -     | 79552         |
| 2003           | Red=Luck                                                                  | Vanguard Records    | 38 Billboard Top Independent Albums | US    | 79727         |
| 2008           | Watch the Sky                                                             | Vanguard Records    | -                                   | -     | 79851         |
| 2010           | 25                                                                        | Signature Sounds    | -                                   | -     | 2028          |
| 2013           | Still Green                                                               | Signature Sounds    | -                                   | -     | 2057          |
| Collaborations |                                                                           |                     |                                     |       |               |
| 1991           | Buy Me Bring Me Take Me: Don't Mess My Hair!!! (with Four Bitchin' Babes) | Philo Records       | -                                   | -     | 1141          |
| 2005           | La Guitarra: Gender Bending Strings                                       | Vanguard Records    | -                                   | -     | 79796         |